# Intensitätsstereofonie
Intensitätsstereofonie, auch Pegeldifferenzstereofonie genannt, ist ein Verfahren der Lautsprecherstereofonie, um für das Gehör einen Stereoeindruck zu erzielen. Die Richtungslokalisation einer gehörten Schallquelle im Schallfeld der beiden Stereolautsprecher entsteht dabei durch Pegelunterschiede.

## Allgemeines
Eine andere Bezeichnung für Intensitätsstereofonie ist Pegeldifferenzstereofonie, denn die Rechts-Links-Unterschiede der Schallintensitäten entsprechen Unterschieden der Schalldruckpegel, die auf die menschlichen Ohren einwirken. Andere Verfahren zur Erzeugung eines Stereofeldes arbeiten als Äquivalenzstereofonie zusätzlich zu den Pegelunterschieden mit Laufzeitunterschieden oder als Laufzeitstereofonie überwiegend mit Laufzeitdifferenzen.
Intensitätsstereofone Signale können gewonnen werden durch
- Verteilen von Monoschallquellen mit den Panoramastellern (Panpots) eines Mischpults
- Mikrofonaufnahmen mit zwei direkt übereinander angeordneten Mikrofonen in einem XY-Stereosystem, MS-Stereosystem oder Blumlein-Stereosystem

Die Intensitätsstereofonie war in der Vergangenheit besonders beim Rundfunk wegen der Monokompatibilität das vorherrschende Verfahren: Bei Überlagerung der Kanäle ergeben sich hierbei aufgrund der Phasengleichheit keine Kammfiltereffekte.

## Mischung von Monosignalen
Das wichtigste Bearbeitungsmittel für Monosignale ist das Mischpult, welches das Platzieren jeder Hörereignisrichtung für Phantomschallquellen auf der Stereo-Lautsprecherbasis ermöglicht. Der Intensitätsstereofonie wird die beste Lokalisationsschärfe nachgesagt. Dieses einfache Zusammenfügen von Monoschallquellen zu einem Stereopanorama hat auch den Namen Knüppelstereofonie.
Zur Intensitätsstereofonie gehört auch die Polymikrofonierung, die mit völlig getrennten Monomikrofonsignalen arbeitet und deren Phantomschallquellen über Panoramaregler in die gewünschte Hörereignisrichtung auf der Lautsprecherbasis gestellt werden. Das ist die übliche Aufnahmetechnik in der Unterhaltungsmusik, insbesondere bei Instrumenten mit elektronischen Tonabnehmern, die zwangsläufig in Mono vorliegen.

## Mikrofonsysteme
Ein Hauptmikrofonsystem zur Erzeugung stereofoner Audiosignale setzt sich aus zwei Mikrofonen zusammen.
Bei allen laufzeitlosen Stereo-Mikrofonsystemen läge der Abstand zwischen den Membranen im Idealfall bei Null. Da dies nicht möglich ist, werden die Mikrofone möglichst nah vertikal übereinander angeordnet. Daraus folgt auch, dass eine saubere Intensitätsstereofonie nur möglich ist, wenn die Klangquellen einigermaßen in der Horizontalebene des Mikrofonsystems liegen.
Die Intensitätsunterschiede der Stereokanäle werden durch Ausnutzung der Mikrofon-Richtcharakteristik gewonnen. Bei den beiden dazu verwendeten Mikrofonen kommen meistens gerichtete Druckgradientenmikrofone mit Richtcharakteristiken zwischen Breite Niere und Acht, aber auch Druckmikrofone mit Kugelcharakteristik zum Einsatz.
XY-Stereosystem
Das XY-Stereosystem besteht aus zwei vertikal übereinander angeordneten Mikrofonkapseln mit Nierencharakteristik, die um etwa 90–180° auseinander gedreht sind. In der Praxis sind Winkelungen von mindestens 120° gebräuchlich, damit das System vor dem Klangkörper positioniert werden kann (s. hierzu besonders XY-Stereosystem).
Bedingt durch den vernachlässigbaren horizontalen Mikrofonabstand und die Richtcharakteristiken entstehen beim Auswinkeln der XY-Mikrofone je nach der Richtung des Schalleinfallswinkels frequenzneutrale Pegeldifferenzen zwischen den Signalen der beiden Mikrofone. Durch den Achsenwinkel zwischen den Mikrofonen wird der Aufnahmebereich des Stereo-Mikrofonsystems bestimmt. Diese Koinzidenzmikrofone (Stereomikrofone) wirken somit wie akustische Panoramaregler. Sie führt auch zur Tonaufnahme mit der größten Lokalisationsschärfe; siehe Weblinks.
MS-Stereosystem
Mit der XY-Aufnahmetechnik mathematisch gleichzusetzen ist die MS-Aufnahmetechnik (MS = Mitte-Seite), bei der das S-Signal (Richtungssignal) von einem seitwärts gerichteten Mikrofon mit Achtercharakteristik erzeugt wird. Nach vorne auf die Schallquelle kann ein Mikrofon (Mittensignal) mit beliebiger Richtcharakteristik gerichtet werden. Zwischen den Mikrofonkapseln soll der kleinstmögliche Abstand sein – der im Idealfall Null ist. Eine digitale oder analoge Schaltung wandelt die Mitte-Seite- in Links-Rechts-Signale.
Blumlein-Stereosystem
Das Blumlein-Stereosystem sieht zwei um 90° gekreuzte Achtermikrofone vor.
Im Idealfall sind die Mikrofonkapseln möglichst nah übereinander angeordnet. Das Blumlein-Verfahren eignet sich für alle echten Druckgradientenmikrofone mit der Richtcharakteristik einer Acht. Im Vergleich zu den anderen Verfahren der Intensitätsstereofonie zeichnet sich das Blumlein-Verfahren durch eine besonders gute Raumwiedergabe und breite Stereobasis aus.
Reine Intensitätsstereofonie
In der reinen Intensitätsstereofonie wird ohne Laufzeitdifferenzen gearbeitet. Eine Pegeldifferenz zwischen ∆ L = 16 und 20 dB führt dann zu einer Hörereignisrichtung von 100 %, also voll aus der Richtung eines Lautsprechers. Mittlerer Rechenwert ∆ L = 18 dB.
Die erzeugten Interchannel-Pegelunterschiede ∆ L zwischen den Lautsprechersignalen sind nicht mit den Pegelunterschieden ILD (Interaural Level Difference) zu verwechseln, die sich an den Ohren des Zuhörers als Ohrsignale ergeben.
Eine Tonaufnahme mit einem Hauptmikrofonsystem wird häufig noch durch Stützmikrofone ergänzt.
Zur Kontrolle der Stereosignale L und R, die bei der Intensitätsstereofonie mit gleicher Phase eintreffen sollten, kann ein Phasenindikator (Korrelationsgradmesser) oder ein Goniometer verwendet werden.